# Brenthis achasis
Brenthis achasis är en fjärilsart som beskrevs av Hans Fruhstorfer 1907. Brenthis achasis ingår i släktet Brenthis och familjen praktfjärilar. Inga underarter finns listade i Catalogue of Life.